# Devon Mountain
Devon Mountain är ett berg i Kanada.   Det ligger i provinsen Alberta, i den centrala delen av landet, 3 000 km väster om huvudstaden Ottawa. Toppen på Devon Mountain är 2 984 meter över havet, eller 558 meter över den omgivande terrängen. Bredden vid basen är 5,2 km. Devon Mountain ingår i The Three Brothers.
Terrängen runt Devon Mountain är kuperad åt sydväst, men åt nordost är den bergig. Trakten runt Devon Mountain är nära nog obefolkad, med mindre än två invånare per kvadratkilometer.. Det finns inga samhällen i närheten. 
Trakten runt Devon Mountain består i huvudsak av gräsmarker.